# Corée Baseball League Futures
Le Corée Baseball League Futures de la KBO est une compétition annuelle professionnelle de baseball en Corée du Sud.